# West Fraser Timber
West Fraser Timber Co. Ltd. (TSX: WFT) ist ein kanadisches Unternehmen, das Holzprodukte herstellt. Das Unternehmen mit Sitz in Vancouver gehört mit rund 6900 Mitarbeitern zu den größten Holzproduzenten der Welt. Es produziert unter anderem Bauholz  aus Hartholz und Weichholz, Holzchips, Holzfasern, Holzwerkstoffe, Holzschliff, Wellpappe und Zeitungsdruckpapier.
Das Unternehmen besitzt Holzverarbeitungsbetriebe in den kanadischen Provinzen British Columbia und Alberta sowie in den US-Bundesstaaten Alabama, Arkansas, Florida, Georgia, Louisiana, North Carolina, South Carolina und Texas.